# Peso bolivià
El peso bolivià (en espanyol peso boliviano o, simplement, peso) fou la moneda de Bolívia entre 1963 i 1987. Es dividia en 100 centaus (centavos). El seu símbol era $b. i el codi ISO 4217 era BOP.
Va substituir el boliviano a raó de 1.000 bolivianos per peso. Arran de la hiperinflació de mitjan dècada de 1980, va haver de ser substituït per un nou boliviano a raó d'un milió de pesos per boliviano.

## Història
El 15 de desembre de 1959, Bolívia introduí un ampli programa d'estabilització econòmica que va suprimir la majoria de les restriccions monetàries del boliviano, que havia patit molt per la inflació. El programa fou adoptat amb una taxa de canvi fluctuant, que finalment es va estabilitzar entre el 1962 en els 11.875 bolivianos per dòlar dels Estats Units.
Segons la reforma de la moneda, de l'1 de gener de 1963 es va adoptar el peso bolivià, igual a 1.000 bolivianos, amb una taxa inicial de canvi d'11,875 pesos per dòlar EUA. Però aviat va tornar la inflació i el peso bolivià es va devaluar un 39,4% el 27 d'octubre de 1972, amb un nou tipus de canvi oficial de 20 pesos per dòlar EUA. Aquesta taxa es va mantenir fins al 30 de novembre de 1979, quan el peso bolivià va ser objecte d'una fluctuació controlada, inicialment en 25 pesos per dòlar. La inflació es va accelerar. La taxa oficial es va devaluar el 5 de febrer del 1982 a 44 pesos per dòlar. El tipus de canvi mitjà va ser de 64,12 pesos per dòlar el 1982, 229,78 el 1983 i 2.314 el 1984. El setembre de 1985, el dòlar EUA es canviava per un milió de pesos en el mercat negre. El president Paz Estenssoro va anunciar un tipus de canvi lliure per al peso, establert el 29 d'agost de 1985, a resultres del qual es va produir una devaluació efectiva del 95%. Es van liberalitzar tots els controls de canvi i el tipus de canvi es fixava dues vegades per setmana segons l'oferta i la demanda. El seu valor va seguir caient i, el gener de 1986, el govern va establir un nou tipus de canvi diari en un intent d'augmentar la confiança en l'economia. Després d'arribar a un mínim del voltant de 2,2 milions de pesos per dòlar EUA, el peso va millorar i es va estabilitzar al voltant d'1,8-1,9 milions per dòlar.
Mitjançant la Llei núm. 901 del 28 de novembre de 1986 es va crear una unitat monetària, el boliviano, i el 30 de desembre es va anunciar una reforma monetària, que es va fer efectiva a partir de l'1 de gener del 1987. El nou boliviano va substituir el peso bolivià a raó d'1.000.000 de pesos bolivians per boliviano.

## Bitllets i monedes
Emès pel Banc Central de Bolívia (Banco Central de Bolivia), del peso bolivià se'n van emetre monedes que anaven des dels cinc centaus fins als cinc pesos (totes les monedes –de 5, 10, 20, 25 i 50 centaus i d'1 i 5 pesos– es van deixar d'emetre el 1980), i bitllets des d'1 peso fins als deu milions, a mesura que ho requeria l'increment de la inflació.
Els primers bitllets de pesos bolivians daten de 1963, amb els valors d'1, 5, 10, 20, 50 i 100 pesos. Durant un temps, a la part posterior dels bitllets hi apareixia també l'antiga denominació de boliviano. El 1981 es va afegir a la sèrie un bitllet de 500 pesos, i el 1982 un de 1.000.
El 1982 es va emetre una versió simplificada del bitllet de 100 pesos, sense fil de seguretat i amb el revers litogafiat en comptes de gravat. Davant el temor que aquests bitllets de qualitat inferior fossin falsificacions, la gent evitava usar-los, de manera que, al cap d'uns mesos, el Banc Central va tornar-ne a emetre del model anterior.
Quan la inflació es va accelerar, el 1982 el Banc Central va introduir cheques de gerencia (xecs bancaris certificats) per un valor de 5.000 i 10.000 pesos bolivians.
L'estiu de 1983 els bitllets d'1, 5 i 20 pesos ja no circulaven, només ho feien els compresos entre 10 i 1.000 pesos bolivians. Més endavant en van aparèixer de 5.000 i de 10.000 pesos.
La hiperinflació no deixava temps a emetre nous bitllets, i entre 1984 i 1985 el Banc Central va posar en circulació més cheques de gerencia per valor de 20.000, 50.000, 100.000, 500.000, 1 milió, 5 milions i 10 milions de pesos bolivians (emesos per quatre impressors diferents). També en van aparèixer bitllets de 50.000 i 100.000 pesos.
A la primavera de 1986, abans de l'extinció del peso bolivià, en circulaven cheques de gerencia que anaven dels 100.000 a 10 milions de pesos i bitllets de «baix» valor, de 50.000 i 100.000 pesos.

## Taxes de canvi
- 1 EUR = 7,74 BOB (25 d'agost del 2024)
- 1 USD = 6,93 BOB (25 d'agost del 2024)